# YelworC
yelworC ist ein deutsches Dark-Electro-Projekt. Es formierte sich im Jahreswechsel zwischen Dezember 1987 und Januar 1988 in München, damals noch unter dem Namen livE of yelworC.
Gründungsmitglieder waren Peter Schiffmann (alias Peter Levine, später Peter Devin) und Oliver Büttner (alias Dominik van Reich). Im Jahre 1989 wurde der Bandname auf „yelworC“ gekürzt. Dreht man den Bandnamen um, so erhält man den Nachnamen des britischen Magiers und Okkultisten Aleister Crowley.

## Hintergrund
yelworC veröffentlichten seit 1988 sieben Demo-Kassetten, von denen speziell die letzten drei Tapes A.I.W.A.S.S., $atanat und Tanata$ den Sound repräsentierten, für den das Projekt später bekannt wurde.
Im Jahre 1992 wurde unter dem Titel Brainstorming ein erstes offizielles Album veröffentlicht, das von Kritikern unterschiedlich aufgenommen wurde und vor allem in der Schwarzen Szene und der damaligen EBM-Bewegung auf geteilte Meinungen stieß. War dieses Werk der Gothic- und Wave-Gemeinde zu hart und elektronisch ausgefallen, bemängelten die EBM-Anhänger besonders die Düsterkeit der Kompositionen. Erst kurze Zeit später und mit Etablierung des Tracks Sacred City als Club-Hit, entpuppte sich das Album als Publikumserfolg und als wegweisend für das Dark-Electro-Umfeld. Nach der Veröffentlichung der EP Blood In Face, die den Track Soulhunter als weiteren Club-Hit enthält, trennte sich Oliver Büttner von yelworC und gründete das Projekt amGod, mit dem er auch einige Neuversionen renommierter yelworC-Songs anfertigte (so unter anderem von Data Control).
Peter Devin führte yelworC als Einmannprojekt weiter. Bereits in den 1990er Jahren mehrmals angekündigt, erschien erst 2004 das dritte Werk Trinity, für das unter anderem Dennis Ostermann (In Strict Confidence) als Gastsänger und Produzent gewonnen werden konnte.
Trinity stellt den ersten Teil einer Trilogie dar, welche sich um die Göttliche Komödie von Dante Alighieri dreht, die Titel der weiteren Teile sind Eclosion und Icolation.

## Einfluss
yelworC beeinflussten eine Vielzahl an Künstlern aus dem Elektro-Umfeld, so beispielsweise Hocico, Tri-State, Hioctan oder Aslan Faction, und erlangten bereits in den 1990er Jahren weltweite Popularität. Frühere Alben und insbesondere die Demo-Veröffentlichungen sind heute gesuchte Raritäten.

## Diskografie
- 1988: Rising As Phoenix From Its Ashes (MC)
- 1988: The Mystery Side Of Democracy (MC)
- 1989: Flash, Wards & Incubation (MC)
- 1989: Dis-cover & Con-trol (MC)
- 1990: A.I.W.A.S.S. (MC)
- 1991: $atanat - Compilation 1987–1990 (MC)
- 1991: Tanata$ (MC)
- 1991: Dominik Van Reich 1988–1991 (MC, Compilation mit Stücken von Dominik Van Reich)
- 1992: Brainstorming (CD, Re-Release 1994 mit abweichendem Artwork und Layout)
- 1992: Der Neophyt (Theater-Musik-Projekt von Peter Devin)
- 1992: Am 8. Tag (Soundtrack für einen Kurzfilm von Peter Devin)
- 1993: Blood In Face (EP, Re-Release 1994)
- 1994: Equinox (MC, Compilation mit Stücken von Peter Devin)
- 1995: Collection 1988-1994 (DCD)
- 2004: Trinity (CD)
- 2007: Eclosion (EP)
- 2007: Icolation (CD)
- 2024: The Ghosts I Called (CD)